# Lindsey Jacobellisová
Lindsey Jacobellisová (* 19. srpna 1985, Danbury, Connecticut, USA) je americká snowboardistka. Patří k nejúspěšnějším ženám v historii tohoto sportu.

## Sportovní kariéra
Specializuje se zejména na disciplínu snowboardcross. Jezdit začala v 11 letech a od dětství projevovala velký talent. V 15 letech byla poprvé pozvaná na X Games. Poprvé na této akci zvítězila v roce 2003 a od té doby vítězství šestkrát zopakovala. Na mistrovství světa zvítězila třikrát - v letech 2005, 2007 a 2011. Favoritkou byla také při premiéře disciplíny na olympijských hrách v roce 2006. Tyto předpovědi naplňovala a krátce před cílem finálové jízdy jela se výrazným třísekundovým náskokem na druhou Švýcarku Tanju Friedenovou. Při předposledním skoku se, přesvědčená o svém vítězství, pokoušela o method grab, dopadla však na hranu a upadla. Švýcarka ji předjela a získala zlato, Jacobellisová dojela na druhém místě. Při televizním interview nejprve tvrdila, že tento trik použila kvůli udržení stability, později přiznala, že nebyl nutný. Ani reparát na Zimních olympijských hrách 2010 ji nevyšel, když vypadla v semifinále (byla diskvalifikovaná za neprojetí brankou). Na olympijských hrách 2014 v Soči opět nezískala zlatou medaili, když v semifinálové jízdě bezpečně vedla, ale upadla a nepostoupila do finále